# Eristalis bellardii
Eristalis bellardii is een vliegensoort uit de familie van de zweefvliegen (Syrphidae). De wetenschappelijke naam van de soort is voor het eerst geldig gepubliceerd in 1867 door Johann Friedrich Jännicke.